# Dolní Pšovka
Přírodní památka Dolní Pšovka zahrnuje oblast toku říčky Pšovky na území obcí Malý Újezd, Velký Borek a města Mělník ve Středočeském kraji. Ochranu území dolního toku Pšovky vyhlásil Krajský úřad Středočeského kraje 15. dubna 2015. Většina území přírodní památky je zároveň součástí evropsky významné lokality Kokořínsko.

## Předmět ochrany
Chráněné území zahrnuje soustavu vodních toků, vodních ploch a souvisejících mokřadů s výskytem zvláště chráněných druhů rostlin a živočichů. Předmětem ochrany jsou stanoviště, jako tvrdé oligo-mezotrofní vody s bentickou vegetací parožnatek,  vlhkomilná vysokobylinná lemová společenstva nížin a horského až alpínského stupně a smíšené jasanovo-olšové lužní lesy temperátní a boreální Evropy.

### Flora
Na stanovištích podél břehů se vyskytuje silně ohrožená vytrvalá bylina potočnice lékařská (Nasturtium officinale). Na území přírodní památky dále rostou ohrožené a chráněné druhy rdest alpský (Potamogeton alpinus), pryskyřník velký (Ranunculus lingua), leknín bělostný (Nymphaea candida), vachta trojlistá (Menyanthes trifoliata), suchopýr úzkolistý (Eriophorum angustifolium) a na ostřicových a pcháčových loukách prstnatec májový (Dactylorhiza majalis), všivec bahenní (Pedicularis palustris) a upolín nejvyšší (Trollius altissimus). Ve vodách Pšovky se vyskytuje sladkovodní řasa ruducha (Batrachospermum moniliforme).

### Fauna
Na území dolního toku Pšovky bylo zaznamenáno celkem deset druhů ohrožených živočichů. Jedná se kriticky ohroženou mihuli potoční (Lampetra planeri) a dále o silně ohrožené druhy vydru říční (Lutra lutra), ledňáčka říčního (Alcedo atthis), sekavce písečného (Cobitis taenia) a skokana štíhlého (Rana dalmatina). Unikátem na toku Pšovky je výskyt sekavce Cobitis elongatoides, který byl odlišen od sekavce písečného. Dalšími zde žijícími ohroženými a chráněnými druhy jsou piskoř pruhovaný (Misgurnus fossilis), roháč obecný (Lucanus cervus), vrkoč bažinný (Lucanus cervus) a vrkoč útlý (Vertigo angustior). Kromě skokana štíhlého se zde celkem často vyskytují další obojživelníci - čolek obecný (Lissotriton vulgaris), čolek horský (Ichthyosaura alpestris), ropucha obecná (Bufo bufo) a skokan hnědý (Rana temporaria), vzácněji také rosnička zelená (Hyla arborea), blatnice skvrnitá (Pelobates fuscus), skokan skřehotavý (Pelophylax ridibundus) a mlok skvrnitý (Salamandra salamandra). V mokřadech Pšovky také žijí některé vzácné druhy měkkýšů a pavouků.

## Geografie a popis lokality
Geologický podklad území tvoří turonské slínité prachovce a pískovce České křídové pánve, na kterých jsou uloženy zbytky pleistocenní labské terasy. Tyto pleistocenní štěrkopísky a křídové horniny byly během čtvrtohor zcela pokryty potočními nivními sedimenty a vápnitými slatinami.
Přírodní památka představuje značně členitou lokalitu, která zahrnuje různé vodní toky a plochy na katastrálních územích Jelenice u Mělníka, Malý Újezd, Mělnická Vrutice, Mělník, Skuhrov u Mělníka a Velký Borek.
Území nepravidelného tvaru se rozkládá východně od Mělníka v nadmořské výšce 170 – 184 metrů. Zahrnuje především vodní tok Pšovky a Mlýnský náhon, včetně přilehlých niv, vodních nádrží a mokřadů. Jsou to mokřady nejrůznějších typů, konkrétně se jedná o prameniště, vodní toky, mokřadní olšiny, olšovo-jasanové luhy, rákosiny, slatiniště, mokřadní louky a také o různé tůně a rybníky. Samotná Pšovka není na většině toku regulována, často meandruje a v některých úsecích protéká neznatelně téměř celou nivou.